# 어니스트 벨포트 벡스
어니스트 벨포트 벡스(영어: Ernest Belfort Bax, 1854년 7월 23일 ~ 1926년 11월 26일)는 영국의 변호사, 언론인, 철학자, 남성 권리 옹호자, 사회주의자, 역사가였다.